# 塔拉戈纳省
塔拉戈纳省（西班牙語：Tarragona，加泰隆尼亞語：[tərəˈɣonə]，西班牙語：[taraˈɣona]）是西班牙加泰隆尼亚自治区下辖的一个省，位于西班牙东北，濒临地中海。
塔拉戈纳省总面积为6 303平方千米，2017年统计人口为791 693人，其中16.6%的人口居住在首府塔拉戈纳市内，省内最高点为海拔1 442米的卡罗山。 

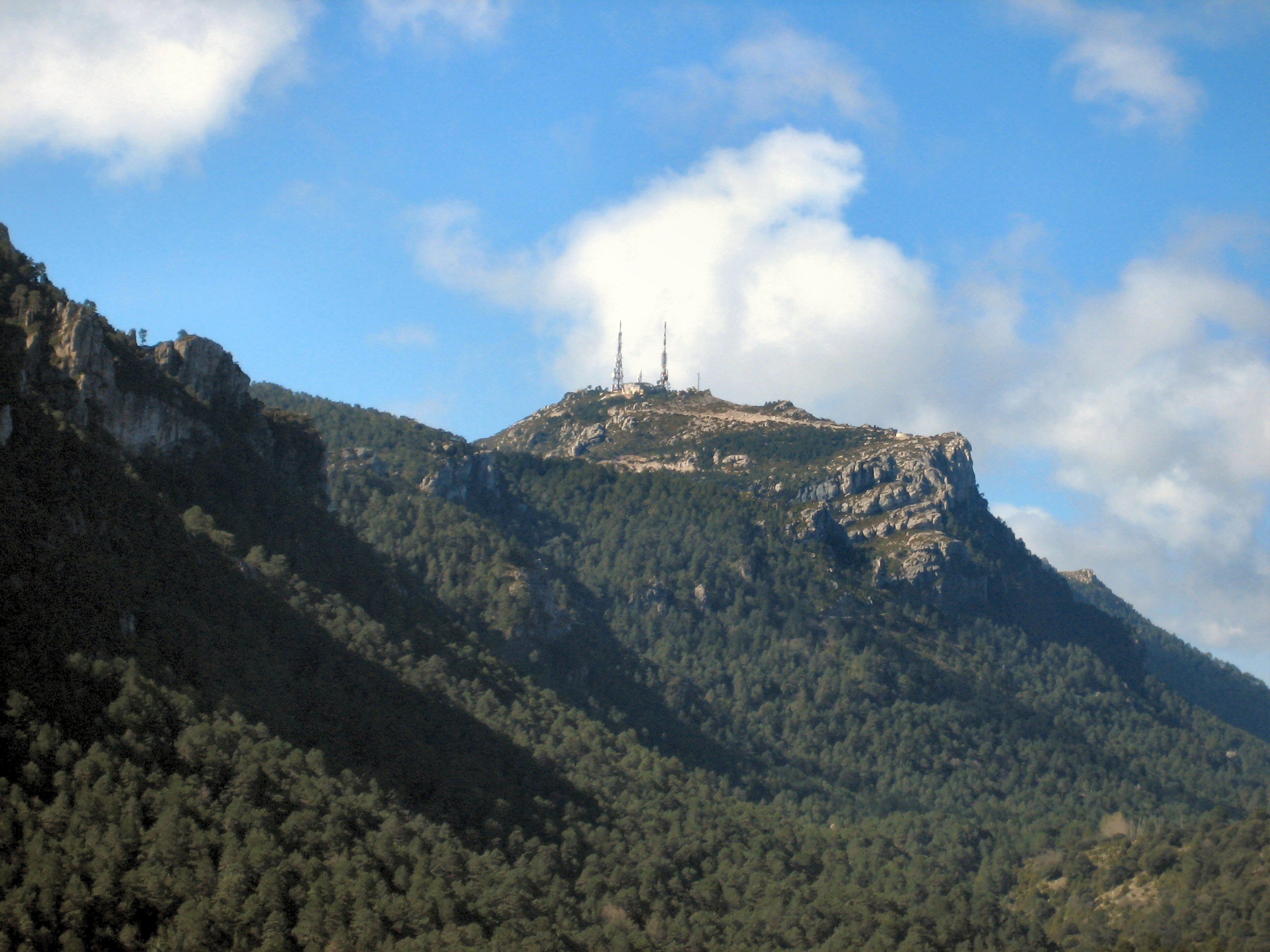
卡罗山

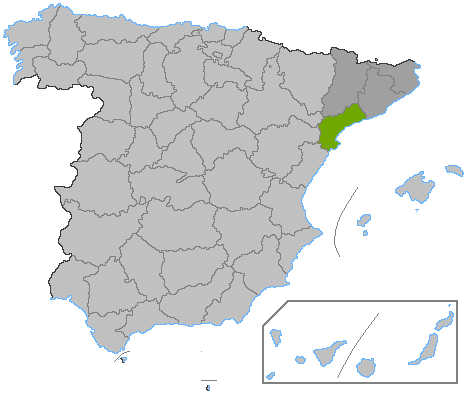
塔拉戈纳省位置图